# Chromatographie en phase liquide
Pour les articles homonymes, voir CPL et LC.
La chromatographie en phase liquide (CPL) ou liquid chromatography (LC) est une technique d'analyse quantitative, qualitative et séparative principalement utilisée dans le domaine de la chimie analytique comme outil scientifique majeur mais aussi dans des domaines variés tels que la chimie organique et la biochimie. Elle recouvre la chromatographie sur couche mince (CCM), la chromatographie sur papier, la chromatographie en phase liquide en colonne ouverte ou à basse pression, et la chromatographie en phase liquide à haute performance (HPLC).

Ce type de chromatographie repose sur la séparation de composés entraînés par un liquide (phase mobile) à travers un solide divisé (phase stationnaire) qui est soit placé dans un tube (colonne chromatographique), soit fixé sur une surface inerte.

La séparation s'opère suivant les interactions chimiques ou physiques des analytes avec la phase mobile ainsi qu'avec la phase stationnaire.  

## Les différents types de chromatographie en phase liquide
Ils sont classés ici selon les interactions des analytes avec la phase stationnaire.

### La chromatographie d’adsorption
Dans cette chromatographie, la phase stationnaire consiste en une matière solide à grand pouvoir d'adsorption, tel que l'oxyde d'aluminium, les silicates de magnésium, les gels de silice. Les composants sont simplement plus ou moins retenus à la surface de la phase stationnaire par adsorption physique. C'est une technique qui prend en compte la polarité des composants.

### La chromatographie de partage
Dans cette chromatographie les analytes sont séparés en fonction de leur affinité avec les phases stationnaire et mobile. L'affinité dépend de la polarité des analytes et des phases. En mode normal la phase stationnaire est polaire, en mode inverse elle est apolaire. Il y a deux types de chromatographie de partage :
- liquide - liquide : la phase stationnaire consiste en une très fine couche de liquide répartie par adsorption physique à la surface du matériau support le plus inerte possible. Les composants sont séparés comme dans une extraction liquide-liquide, sauf que la répartition des composants se fait lors du passage dans la phase liquide et non par agitation.
- liquide - solide ou liquide - phase greffée : la phase stationnaire consiste en une espèce organique liée par des liaisons chimiques à la surface des particules du matériau support.

### La chromatographie par échange d'ions
La phase solide est une résine insoluble munie de groupes fonctionnels capable de se dissocier. Ce sont, habituellement, des groupes "acide sulfonique" (SO3H) pour les échangeurs de cations et "ammonium quaternaire" (N(R)3) pour les échangeurs d'anions.

### La chromatographie d'exclusion stérique
Appelée aussi chromatographie à perméation de gel, cette technique consiste en séparer les composants selon leur dimension moléculaire. La phase stationnaire est composée d'un matériau poreux (petites particules de silice ou de polymères), les molécules dont le diamètre est supérieur à celui des pores ne peuvent pénétrer et ne sont pas retenues. La durée de séjour dans la colonne augmente lorsque la taille des analytes diminue.

### La chromatographie de paires d'ions
La chromatographie de paires d’ions (en anglais ion pair chromatography) est utilisée pour séparer et analyser des ions. Ces ions forment une paires d’ions à l’aide d’un contre-ion qui possède une ou des chaînes alkyles. Par la présence de ces chaînes alkyles, le contre-ion a une affinité avec  les molécules hydrophobes. Ces contre-ions sont généralement du tétraalkylammonium pour des analytes à charge négative (acides) ou de l’alkylsufonate pour des analytes à charge positive (bases). La longueur de chaîne de l’alkyle est importante en chromatographie de paires d’ions. Elles influencent le ratio de contre-ions dans la phase stationnaire versus la phase mobile. La concentration en contre-ions est plus importante si la chaîne alkyle est plus longue, ceci peut être expliqué par le fait que le caractère hydrophobe du contre-ion et de la paire d’ions est plus grand lorsque la chaîne alkyle est longue, donc le contre-ion se liera plus facilement à la phase stationnaire .
Il existe donc deux types de chromatographie de paires d’ions : 
- Chromatographie de paires d’ions cationique : Elle est utilisée pour séparer les espèces ioniques chargées négativement, comme les bases par exemple.
- Chromatographie de paires d’ions  anionique : Elle est utilisée pour séparer les espèces ioniques chargées positivement, comme les acides ou les sels par exemple.

#### La phase stationnaire
La phase stationnaire (ou solide) est composée de silice greffée par des chaînes alkyles. La phase stationnaire est alors apolaire, ce qui ne retient aucunement les ions qui ne possèdent pas de zone apolaire et c’est pourquoi la présence de contre-ions apolaire est nécessaire pour la rétention de l’analyte. Par contre, il est possible que l’analyte possède une chaîne alkyle, ce qui permet à l’analyte d'être retenu, mais pour augmenter leur rétention il est avantageux d’ajouter le contre-ion, puisque le contre-ion peut avoir une meilleure affinité avec la phase stationnaire, ce qui permet une meilleure séparation.

#### La phase mobile
La phase mobile est généralement composée d’un mélange d’eau (solvant A) et d’acétonitrile ou de méthanol (solvant B). La phase mobile contient aussi le contre-ion utilisé. Le pourcentage volumique en acétonitrile ou en méthanol dans la phase mobile (%B) est importante, parce qu’elle influence la solubilité du contre-ion. Plus la concentration du solvant B (acétonitrile ou méthanol) est élevé, plus le contre-ion sera présent dans la phase mobile, donc il sera moins présent dans la phase stationnaire. En addition, la longueur de la chaîne carbonée fait augmenter la concentration de celui-ci dans la phase stationnaire, donc plus la longueur de la chaîne est grande moins le contre-ion sera présent dans la phase mobile. De plus, le type de chromatographie doit être aussi tamponné. En effet, la préparation de la phase mobile doit être à pH contrôlé.

#### Paramètres importants

##### Rétention du soluté
La concentration du contre-ion a une influence directe sur le facteur de rétention k du soluté. Plus la concentration du contre-ion augmente, plus le facteur de rétention k augmente. L’agencement de la molécule a une influence sur la rétention, plus la chaîne alkyle est substituée et plus le caractère hydrophobe de la molécule est important et donc la rétention augmente. La longueur de la chaine carbonée agit aussi sur le facteur de rétention.  Le facteur k peut être modifié en agissant sur la composition de la phase mobile, c’est-à-dire en agissant directement sur la fraction volumique du contre ion dans le solvant. 

##### Influence du pH
Le pH permet aux molécules d’être complètement ionisées, ce qui fait que le pH est un facteur très important pour effectuer une chromatographie de paires d’ions. En ce qui concerne les acides, le pH de la solution doit être supérieur ou égale au pKA+2 du couple A-/HA et cela permet à cette espèce d’être à 99% sous forme d’anion. Tandis que pour les bases le pH doit être inférieur ou égale au pKA-2 du couple HB+/B (dans cette section B représente une base), ce qui fait un ratio de 99:1 de HB+ par rapport à B. Pour ce faire l’éluant est tamponné à l’aide d’un acide ou d’une base qui ne réagit pas avec la silice ou l’analyte.

##### Influence de la force ionique
En chromatographie de paires d’ions, des ions secondaires peuvent se former lors de l’augmentation de la force ionique et donc réduit la formation des paires d’ions que l’on veut former. On peut en conclure que la rétention diminue avec l’augmentation de la force ionique.

#### Avantages et inconvénients
Un avantage de cette technique est qu’il est possible d’analyser des espèces neutres en même temps que des espèces ioniques puisque la méthode expérimentale de cette chromatographie est similaire à celle de la chromatographie liquide inverse. Cette technique permet d’augmenter le temps de rétention pour les molécules ioniques, donc il est possible d’avoir une meilleure résolution entre deux molécules, surtout lorsqu’il est possible d’en avoir une seule ionique. Un des inconvénients majeurs est que la silice greffée ne peut pas être utilisé à un pH supérieur à 7,5, donc cela détermine la limite de la chromatographie par paires d’ions.

## Matériel
Dans le cas de la CLHP, une (élution isocratique) ou plusieurs (élution par gradient) pompes sont utilisées pour la circulation de la phase dite "mobile", c'est-à-dire le liquide circulant dans le système chromatographique. Des tubes en acier inoxydable, en Teflon, en PEEK ou en silice fondue permettent de relier la ou les pompes à l'injecteur chromatographique.
La phase mobile est souvent composée de plusieurs solvants (méthanol, acétonitrile, eau...) et de sels (tampons, réactif ionique...). Ces solvants doivent être dégazés (par barbotage de gaz neutre dans les réservoirs de phase mobile ou par dégazeurs en ligne) afin d'en retirer l'air dissous qui pourrait former des bulles. Celles-ci peuvent gêner la progression du liquide dans les tubes (mauvais débits) et créer des faux pics ou artéfacts au niveau du détecteur. Dans une élution avec deux pompes, un mélangeur est aussi nécessaire afin d'obtenir une phase mobile homogène.
Après l'injecteur, est placée une colonne chromatographique (cylindre rempli par la phase stationnaire) qui permet la séparation. La colonne est suivie d'un détecteur chromatographique (spectroscopie UV-visible, barrette de diode, fluorimètre, réfractomètre, chimique, etc.). Un ordinateur complète le plus souvent ce dispositif, pour la commande du système chromatographique, ainsi que l'acquisition et le traitement des données.

## En pratique
L'analyse LC met en œuvre plusieurs étapes :
- préparation de l'échantillon par l'opérateur
- injection
- séparation chromatographique
- détection

En CLHP, l'opérateur ayant une solution à analyser, la prépare dans un mélange similaire à celui circulant dans le système. Il introduit une faible quantité de ce mélange dans une boucle d'injection afin d'éviter les phénomènes de Band broadening, puis commence l'acquisition. La boucle est alors reliée dans l'injecteur au reste du système, provoquant le passage des molécules jusqu'en tête de colonne chromatographique. Cette colonne, choisie parmi la très large gamme commerciale, est remplie d'une phase stationnaire, qui permettra de séparer les molécules chimiques en fonction de certaines de leurs propriétés respectives (taille, polarité, hydrophilie, affinité, contenu en métaux...). Les molécules sortiront ainsi de la colonne à différents temps appelés temps de rétention, suivant leurs interactions avec la phase stationnaire et la phase mobile, et seront détectées, par le détecteur, là aussi, en fonction de certaines de leurs propriétés.
De nos jours, ces techniques simples sont utilisées en relation avec des appareils de détection et de reconnaissance des molécules plus puissants (MS (spectrométrie de masse), RMN (Résonance magnétique nucléaire) entre autres).